# وليمة 2
وليمة 2 (بالإنجليزية: Feast II: Sloppy Seconds)‏ هو فيلم رعب وفيلم كوميدي أمريكي تم إصداره عام 2008، وهو تتمة لفيلم وليمة (2005). الفيلم من إخراج جون جولاجر ومن كتابة ماركوس دونستان وباتريك ميلتون.

## وصلات خارجية
- وليمة 2 على موقع IMDb (الإنجليزية)
- وليمة 2 على موقع روتن توميتوز (الإنجليزية)
- وليمة 2 على موقع نتفليكس (الإنجليزية)
- وليمة 2 على موقع ألو سيني (الفرنسية)
- وليمة 2 على موقع Turner Classic Movies (الإنجليزية)
- وليمة 2 على موقع أول موفي (الإنجليزية)
- وليمة 2 على موقع فيلمافينيتي (الإسبانية)
- وليمة 2 على موقع قاعدة بيانات الفيلم (الإنجليزية)
- وليمة 2 على موقع ليتربوكسد (الإنجليزية)
- وليمة 2 على موقع كينوبويسك (الروسية)